# NICHIJO
株式会社NICHIJO（ニチジョ、英: NICHIJO CORPORATION）は、日本の建設機械メーカー。川崎重工グループであり、川崎車両株式会社の子会社。

## 所在地
- 本社・曙工場
  - 札幌市手稲区曙5条5丁目1-10
- 稲穂工場
  - 札幌市手稲区稲穂3条6丁目4-38
- 事務所
  - 東京支社 - 東京都台東区東上野1丁目9-7YTSビル4階
  - 大阪支社 - 大阪市淀川区西中島5丁目5-15新大阪セントラルタワー南館8階
  - 東北営業所 - 仙台市若林区新寺1丁目2-26小田急仙台東口ビル8階
  - 北陸営業所 - 新潟市中央区笹口2丁目10-1WIN21 3階
- その他
  - 総合技術研修センター - 小樽市春香町44-2
  - 除雪機置場 - 札幌市手稲区明日風2丁目

## 概要
北海道内の炭鉱鉄道であった留萠鉄道（1970年鉄道廃止）の子会社として1952年に設立された機械メーカー・三和興業が前身で、1950年代後期から鉄道・道路除雪車両の開発に取り組み、除雪装置の全般的な製造を行い2019年時点で国内の除雪機製造シェアの7割を担う。この他草刈機や排水ポンプといった夏季用の除雪車向けアタッチメントや、重量物運搬車「キャリアパレット」・鉱石運搬車といった特殊車両の開発・製造も行う。
鉄道車両・機械としては、創業・1990年代の再参入以来、除雪車や排雪用モーターカーの開発・製造を手掛けてきたが、2000年代以降は排雪用以外の用途向けにも進出し、製鉄所・製鋼工場の構内鉄道のディーゼル機関車や、保線・高所作業用モーターカーなどの製造も行っている。
除雪機の油圧技術を活用し、JR北海道の開発したデュアル・モード・ビークル (DMV) の試験車の製造も行った。実用車として2019年に製作された阿佐海岸鉄道DMV93形気動車の軌陸装置の製作・設置も担当している。

### 鉄道用除雪車DR101CLの開発
1955年12月、前身となる三和興業時代に親会社の留萌鉄道から除雪車開発の依頼を受け、1958年12月にロータリー式ディーゼル機関車「DR101CL」（製造は新潟鉄工所に外注）を納入した。当初はスイス企業のロータリー車を参考に開発していたが、雪を砕くオーガ部分が特許の関係で使用できず、独自形状のオーガを自社開発した上で組み込んだ。当時の国鉄における除雪車両編成が、除雪車とこれを推進する機関車との組み合わせで最低15人体制だったのに対し（一例）、単車自走型の除雪機関車であるDR101CLは司令・運転士・操作員のわずか3人で作業ができ、製造費は3,500万円、1kmあたりの運転費は6603円程となり（当時）で従来の国鉄の除雪車両の24分の1と破格だった。エンジンが除雪・走行兼用の1台のみで出力不足という欠点はあったものの、鉄道用のディーゼル動力によるロータリー式除雪車として日本での先駆例となり、国鉄でのロータリー除雪車開発・改良にも影響を与えた。この除雪車の功績をたたえるため運輸省（現・国土交通省）は、運輸大臣賞を留萌鉄道社長の田淵助六（後に日本除雪機製作所初代社長）に授与した。

### 道路除雪車HTR型の開発
DR101CLの成果に注目した北海道開発局は、当時所有していた日本初の国産除雪車である三菱製WTR型ロータリ式除雪車の改造を依頼。依頼を受けた三和興業は開発に着手し酒井工作所による委託改造を経てHTR型と名付けられた。HTRの名称は1965年に2代目社長に就任する当時開発部門の代表を務めていた田渕秀幸の名前をとり「秀幸・田渕・ロータリー」の略からとったが後に後付で「Hydraulic Torque converter Rotary」（油圧式トルクコンバーターロータリー）の略としている。また車名の届け出の際には日本除雪機を略した「ニッセキ」の略称が用いられ、当初「ニッセツ」とする検討もあったものの語呂が良くないとして却下されニッセキ案も日本石油との混同が懸念されたが異業種のため問題ないとして認可された。1959年12月、開発局建設機械工作所で他メーカーの除雪車による性能試験でHTR型は他を圧倒し、性能の高さを裏付けた。その後試作車HTR1型を喜茂別町の除雪拠点に配備し倶知安から中山峠の間でひと冬の間で長期の実用試験を実施し投雪距離の広さや迅速な除雪スピードが評価され、開発局は三和興業に除雪専用車の開発を打診し、三和興業は札幌市菊水に新たな工場を建て日産ディーゼルの協力の下1962年3月にHTR2型を完成させた。同年4月、三和興業は社名を「日本除雪機製作所」と改めた。

### 高速型除雪車の開発
1960年代に入ると、国道の除雪延長は飛躍的に伸び、それに伴い除雪車の大型化や馬力の強化など、性能の向上が求められた。1969年、車体中央部が折れ曲がるアーティキュレート（関節）方式を応用した除雪車「MR12型」を開発、除雪装置の可動範囲を広げると共に、除雪作業の効率化を図った。また幹線道路や高速道路の増加を反映する形で同年には700馬力・最高時速50kmの3軸式高速大型除雪車HTR700を開発、従来200馬力ロータリー車3台で進展しなかった豪雪地の道路除雪を1台でこなす性能を見せる。2005年には創立45周年を記念して利尻島に残存していたHTR700形1台を復元し曙工場に保存された。
1992年、北海道開発局建設機械工作所と共同開発で最高速度70キロ、除雪速度20キロのHTR411Sを開発した。これにより高速道路における通行規制をすることなく高速道路を通行できるようになり、除雪スピードを向上させることに貢献した（高速道路では法令により時速50キロ以下で走行することが禁じられているため、時速50キロ以下で設計され法令上特殊車両扱いとなる一般除雪車が移動する際、一般車両の通行規制が必要だった）。
2025年4月4日、「HTR88」など、除雪車の排気管が破損しガスが漏れる恐れがあるとして、6車種計624台のリコールを国土交通省に届け出た。

## 沿革
- 1952年：留萠鉄道が事業多角化を目的として子会社「三和興業株式会社」を設立。当初は本社を東京都新宿・支店と工場を札幌市に設け親会社が炭鉱鉄道という事情や満洲撫順炭鉱で培った露天掘りなどの技術を活かすべく、鹿島建設からダム・発電所建設の下請けを受注したほか炭鉱・鉱山用機械の製造を手掛けた[10]。
- 1961年：札幌市菊水に工場設置[13]。
- 1962年
  - 4月24日：三和興業から機械開発部門を独立、留萠鉄道の子会社として日本除雪機製作所を設立。本社を札幌市南1条に置く。初代社長：田淵助六（留萠鉄道社長）資本金3500万円、社章は外に太線の丸・内側に細線の丸の中にロータリー除雪装置のブロワーの3枚羽や末広がりを表した120度の扇形を3つ連ねた三叉の形状をあしらった[10]。
  - 11月：手稲町字稲穂に稲穂工場竣工[10]。
- 1963年：北陸地方で豪雪災害（38豪雪）が発生。同社の除雪車（HTR3型）を約1ヶ月間災害派遣[10]。
- 1964年：東京都千代田区に東京事務所を開設、中央省庁を中心とした全国への営業活動を強化する[10]。
- 1965年：オーストラリアのスノーウィ・マウンテン社に除雪車（HTR4型）を1台輸出[10]。
- 1966年：可変式油圧ポンプで車輪と作業機への動力伝達を分離した静油圧駆動方式（HST）を搭載した除雪車を国内で初めて導入[14]。
- 1967年：札幌市手稲稲穂の工場に本社移転[13]。
- 1969年：三和興業時代から製造していた自動車用スノープラウ事業から撤退、世界初のセンターピンステアリング式除雪車「MR12」を開発[10]。
- 1970年
  - 1月：初の大型高速ロータリー除雪車「HTR700」を開発[10]。
  - 3月30日：小型ボイラー事業の失敗や開発費の高騰、親会社留萠鉄道廃業に伴い5,000万円の不渡りが発生し連鎖倒産[10]。
  - 4月27日：会社更生法申請[10]、その後川崎重工業傘下となる[11]。
- 1971年：会社更生法による更生計画を認可[10]。
- 1973年：更生手続終結。札幌オリンピック特需もあり、当初計画を5年繰り上げて再建成功[10]
- 1975年：除雪車整備やリース、人材派遣などを行う子会社「ニッセキサービスコンサルタント」設立[10]。
- 1976年：ロータリー除雪車および除雪装置の延べ生産台数が1000台を突破[10]
- 1980年：資本金を1億2千万円に増資。秋田に出張所を開設。自動速度制御装置「NACS」（Nichijo Automatic Control System）完成。
- 1981年：小樽市に総合技術研修センター開設、全長800mのテストコースや研修施設棟を設置[10]。
- 1982年：ロータリ除雪車および除雪装置の延べ生産台数が2000台を突破[10]
- 1986年：シュート操作電子制御装置「NICS」（Nichijo Intelligent Chute System）完成[10]。
- 1987年：手稲山口工場（現・曙工場）竣工[10]。
- 1988年：ロルバ社（de）と提携しゲレンデ整備車のライセンス製造を開始[15]。
- 1990年：キッパー・バイザー社（Küpper-Weisser GmBH）と提携し日本仕様の凍結防止剤散布車を開発[15]。
- 1995年：軌道モータカー生産開始。初号機の納入先は黒部峡谷鉄道
- 2000年：ロータリ除雪車および除雪装置の延べ生産台数が5000台を突破[2]
- 2002年：定置散布システム導入[2]
- 2009年：軌道モータカー生産台数100台突破、重量物運搬車製造に参入、ニッセキサービスコンサルタントを合併[10]。
- 2011年：業界初のハイブリッドロータリ除雪車発表[2]
- 2014年：曙工場敷地内に本社移転[13]。
- 2018年：株式会社日本除雪機製作所から株式会社NICHIJOへ商号変更[16][17][10]
- 2021年：川崎重工業株式会社車両カンパニーの分社化に伴い、川崎車両株式会社へ株式が譲渡。川崎車両の子会社となる。
- 2025年：「HTR88」などロータリー除雪車の排気管が破損しガスが漏れる恐れがあるとして、6車種計624台のリコールを国土交通省に届け出た。

## 関連会社
- 川崎重工業株式会社
- 川崎車両株式会社